# Marlon Devonish
Marlon Ronald Devonish (Coventry, 1 juni 1976) is een Engelse oud-sprinter. Hij nam driemaal deel aan de Olympische Spelen, waarop hij eenmaal goud veroverde als lid van het Britse 4 x 100 m estafetteteam. Op dit onderdeel was hij gedurende twintig jaar, van 1999 tot 2019, Europees recordhouder.

## Biografie

### Eerste internationale succes
In het begin van zijn carrière was Devonish succesvol op de 100 m. Later in zijn carrière legde hij zich meer toe op de 200 m. Zijn eerste internationale succes beleefde hij in 1995, toen hij Europees kampioen bij de junioren werd op de 200 m.
In 2000 nam Devonish een eerste keer deel aan de Olympische Spelen. Op de 200 m kwam hij niet verder dan de kwartfinale. Op de 4 x 100 m estafette werd hij met het Britse team al in de eerste ronde uitgeschakeld (na diskwalificatie).

### Olympisch goud
Het meest gedenkwaardige moment van zijn sprintloopbaan is het behalen van de gouden medaille tijdens de Olympische Spelen van 2004 in Athene, waar hij samen met Jason Gardener, Darren Campbell en Mark Lewis-Francis goud won op de 4 x 100 m estafette.
Op de Europese kampioenschappen van 2006 in Göteborg won Marlon Devonish de bronzen medaille op de 200 m. Datzelfde jaar werd hij voor de vierde keer in zijn carrière Brits kampioen op de 200 m, terwijl hij daarnaast voor het eerst de Britse titel op de 100 m veroverde. De laatste die het was gelukt de dubbel te winnen, was Linford Christie in 1988.

### Teleurstelling op tweede OS
Op de Olympische Spelen van 2008 in Peking sneuvelde hij in de halve finale met een tijd van 20,57 s. Hij kwam ook uit op de 4 x 100 m estafette met zijn teamgenoten Simeon Williamson, Tyrone Edgar en Craig Pickering; het viertal werd echter gediskwalificeerd in de series.
Devonish is lid van de Coventry Godiva Harriers athletics atletiekvereniging en wordt getraind door Tony Lester.

## Titels
- Olympisch kampioen 4 x 100 m - 2004
- Wereldindoorkampioen 200 m - 2003
- Europees kampioen 4 x 100 m - 2006
- Brits kampioen 100 m - 2006, 2007
- Brits kampioen 200 m - 1997, 2001, 2002, 2006
- Europees jeugdkampioen 200 m - 1995

## Persoonlijke records
Outdoor
| Onderdeel | Prestatie | Datum        | Plaats     |
| --------- | --------- | ------------ | ---------- |
| 100 m     | 10,06 s   | 10 juli 2007 | Lausanne   |
| 200 m     | 20,19 s   | 29 juli 2002 | Manchester |
| 400 m     | 46,83 s   | 7 mei 2000   | Irvine     |

Indoor
| Onderdeel | Prestatie | Datum            | Plaats     |
| --------- | --------- | ---------------- | ---------- |
| 60 m      | 6,71 s    | 29 januari 2000  | Birmingham |
| 200 m     | 20,51 s   | 21 februari 2003 | Birmingham |

## Palmares

### 100 m
Kampioenschappen
- 1997:  EK U23 - 10,32 s
- 1998: 5e EK – 10,24 s
- 1998: 8e Gemenebestspelen – 10,22 s
- 2006: 8e Gemenebestspelen - 10,30 s
- 2006:  Europacup - 10,19 s
- 2007: 6e WK - 10,14 s
- 2007: 5e Wereldatletiekfinale - 10,18 s
- 2008: 8e Wereldatletiekfinale - 10,37 s
- 2009: 5e FBK Games - 10,22 s

Golden League-podiumplekken
- 2007:  Bislett Games – 10,20 s
- 2007:  ISTAF – 10,15 s
- 2007:  Weltklasse Zürich – 10,20 s

### 200 m
- 1995:  EK junioren - 21,04 s
- 2001: 8e WK - 20,38 s
- 2001:  Europese beker - 20,59 s
- 2002:  EK – 20,24 s
- 2002:  Gemenebestspelen - 20,19 s
- 2002:  Europese beker - 20,27 s
- 2002:  Wereldbeker - 20,32 s
- 2003:  WK indoor - 20,62 s
- 2003: 5e Wereldatletiekfinale - 20,70 s
- 2006:  EK - 20,54 s
- 2008: 7e Wereldatletiekfinale - 21,02 s
- 2009: 6e Wereldatletiekfinale – 20,85 s
- 2010: 4e EK - 20,62 s

### 4 x 100 m estafette
- 1995:  EK junioren - 39,43 s
- 1998:  Gemenebestspelen - 38,20 s
- 1999:  WK - 37,73 s
- 2002:  Gemenebestspelen - 38,62 s
- 2004:  OS - 38,07 s
- 2005:  WK - 38,27 s
- 2006:  EK - 38,91 s
- 2009:  WK - 38,02 s
- 2011: DNF WK

1912: Jacobs, Macintosh, d'Arcy, Applegarth ·
1920: Paddock, Scholz, Murchison, Kirksey ·
1924: Clarke, Hussey, Leconey, Murchison ·
1928: Wykoff, Quinn, Borah, Russell ·
1932: Kiesel, Toppino, Dyer, Wykoff ·
1936: Owens, Metcalfe, Draper, Wykoff ·
1948: Ewell, Wright, Dillard, Patton ·
1952: Smith, Dillard, Remigino, Stanfield ·
1956: Murchison, King, Baker, Morrow ·
1960: Cullmann, Hary, Mahlendorf, Lauer ·
1964: Drayton, Ashworth, Stebbins, Hayes ·
1968: Greene, Pender, Smith, Hines ·
1972: Black, Taylor, Tinker, Hart ·
1976: Glance, Jones, Hampton, Riddick ·
1980: Moeravjov, Sidorov, Prokofjev, Aksinin ·
1984: Graddy, Brown, Smith, Lewis ·
1988: Bryzgin, Krylov, Moeravjov, Savin ·
1992: Marsh, Burrell, Mitchell, Lewis ·
1996: Esmie, Gilbert, Surin, Bailey ·
2000: Drummond, Williams, Lewis, Greene ·
2004: Gardener, Campbell, Devonish, Lewis-Francis ·
2008: Bledman, Burns, Callender, Thompson ·
2012: Carter, Frater, Blake, Bolt ·
2016: Powell, Blake, Ashmeade, Bolt ·
2020: Desalu, Jacobs, Patta, Tortu ·
2024: Brown, Blake, Rodney, De Grasse